# Casa sobre la Piedra
La Casa sobre la Piedra es una edificación construida en la Urbanización La Florida de Puerto Ayacucho, Venezuela. Se trata de una de las mayores atracciones turísticas de la ciudad tanto por la curiosidad que despierta como por el acervo fotográfico que alberga en su interior, y se ha convertido en un símbolo tanto de la ciudad como del Amazonas venezolano.

## Historia
La casa fue concebida por Juan Riverola Giralt, inmigrante cubano dedicado al sector de la construcción que se había asentado en la ciudad a inicios de los años 1960. Proyectó el inmueble, el cual serviría como su residencia personal, sobre dos grandes rocas de granito sobre las que se puede ver un amplio panorama de los alrededores. Para su construcción se usaron materiales característicos de la región y maderas de árboles amazónicos, aunque también se empleó concreto y tubos metálicos.
La estructura final contó con una longitud de 12 metros de largo por 6 ancho, y para poder acceder a ella se instaló una escalera muy empinada de 74 escalones que rodea las dos rocas. Sus interiores se dividen en cuatro habitaciones, con una sala de estar y un recibo.
Con el paso del tiempo, se convirtió en un icono del estado Amazonas, atrayendo el interés de una gran cantidad de turistas. De hecho, fue imagen de muchas fotografías, mapas y folletos promocionales de múltiples agencias de viaje. Dichos recursos visuales pueden ser apreciados en la actualidad dentro de la casa por los visitantes, quienes le han dado coloquialmente el apodo de «la casa de Tarzán».
Desde 2005, la Alcaldía de Atures se encarga del mantenimiento del inmueble, a fin de preservarlo como atracción turística y como mirador de Puerto Ayacucho.